# 448 pr. n. št.
Stoletja: 6. stoletje pr. n. št. - 5. stoletje pr. n. št. - 4. stoletje pr. n. št.
Desetletja: 490. pr. n. št. 480. pr. n. št. 470. pr. n. št. 460. pr. n. št. 450. pr. n. št. - 440. pr. n. št. - 430. pr. n. št. 420. pr. n. št. 410. pr. n. št. 400. pr. n. št. 500. pr. n. št.
Leta: 453 pr. n. št. 452 pr. n. št. 451 pr. n. št. 450 pr. n. št. 449 pr. n. št. - 448 pr. n. št. - 447 pr. n. št. 446 pr. n. št. 445 pr. n. št. 444 pr. n. št. 443 pr. n. št.